# Utah Bulwark
| Årets häst       |                   |                   |
| 1985             | 1986              | 1987              |
| Meadow Road      | Utah Bulwark      | Callit            |
| Torbjörn Jansson | Stig H. Johansson | Karl O. Johansson |

Utah Bulwark, född 8 juni 1979, död 1995, var en svensk varmblodig travhäst som tränades och kördes under sin storhetstid av Stig H. Johansson. Hästen exporterades 1995 till Danmark. Utah Bulwark var framför allt känd för att vara en mycket stark travhäst. Han vann Elitloppet 1987 efter att ha löpt stor del av loppet i tredjespår.

## Statistik
- Starter/Placeringar: 82/34-22-4
- Rekord: 1,17,1K, 1,16,3M, 1,15,8L, 1,12,1aK, 1,13,3aM, 1,14,8aL
- Prissumma: 4 703 200 kr
- Härstamning: Utah IX (FR) - Nibby Bulwark (SE) e: Scotch Nibs (US)
- Född: 8 juni 1979
- Segrar: Elitloppet 1987, Åby Stora Pris 1986, Olympiatravet 1986, Harper Hanovers Lopp 1985
- Uppfödare: Tony Malmgren, Kista
- Tränare: Stig H. Johansson
- Kusk: Stig H. Johansson